# Jebli (dromadaire)
Pour les articles homonymes, voir Jebli.
Le Jebli est une race de dromadaire domestique originaire du Maroc, principalement élevé comme animal de bât.

## Présentation
Le Jebli est un petit dromadaire de montagne atteignant en moyenne 163 cm au garrot pour la chamelle et 171 cm pour le mâle. La hauteur de la bosse ne dépasse pas les 185 cm, contrairement aux races dites de plaines (type Sahraoui) qui peuvent dépasser les 200 cm.
La race est présente dans le Haut Atlas central, l'Anti-Atlas, le Saghro et jusque dans les provinces de Ouarzazate et d'Errachidia,.
Son nom vient du mot arabe djebel qui désigne une montagne ou un massif montagneux.
Des études récentes divisent la race en deux types en raison d'une faible différence génétique : le type « Blanc » et le type « de montagne » (Jebli),.

## Élevage
Le Jebli atteint sa maturité plus tardivement comparé aux autres races marocaines. Bien qu'elle soit a peu près équivalente chez le mâle (4 à 6 ans), les femelles l'atteignent à 4,6 ans en moyenne (contre 3,6 pour les autres). Le chamelon est sevré à 11,3 mois ; la durée de lactation n’excède pas 12 mois.
Le Jebli est avant tout utilisé comme animal de bât par les peuples nomades et semi-nomades qui pratiquent l'élevage ovins et caprins. L'animal est bien adapté au terrain montagneux difficile. Les animaux sont gardés longtemps ; l'âge à la réforme pouvant atteindre 25 ans.
Bien qu'elle soit légère (300 kg en moyenne), la race alimente à l'occasion la filière de production de viande cameline.
La race n'est pas concernée par la production laitière. Peu productives, les chamelles sont rarement traites.
En cas de tonte, un animal peut produire entre 1 et 5 kg de laine.